# Caligo demosthenes
Caligo demosthenes är en fjärilsart som beskrevs av Perry 1811. Caligo demosthenes ingår i släktet Caligo och familjen praktfjärilar. Inga underarter finns listade i Catalogue of Life.